# Henrik Lagerlund
Henrik Lagerlund, född 16 februari 1970, är en svensk forskare och författare. Han är professor i filosofins historia vid Stockholms universitet. Han disputerade 1999 på avhandlingen Modal syllogistics in the Middle Ages.